# قورباغه‌های زگیل‌دار درختی
قورباغه‌های زگیل‌دار درختی (نام علمی: Theloderma) نام یک سرده از خانواده قورباغه‌های بوته‌زار است. این سرده در شرق، جنوب‌شرق و جنوب آسیا زندگی می‌کنند.

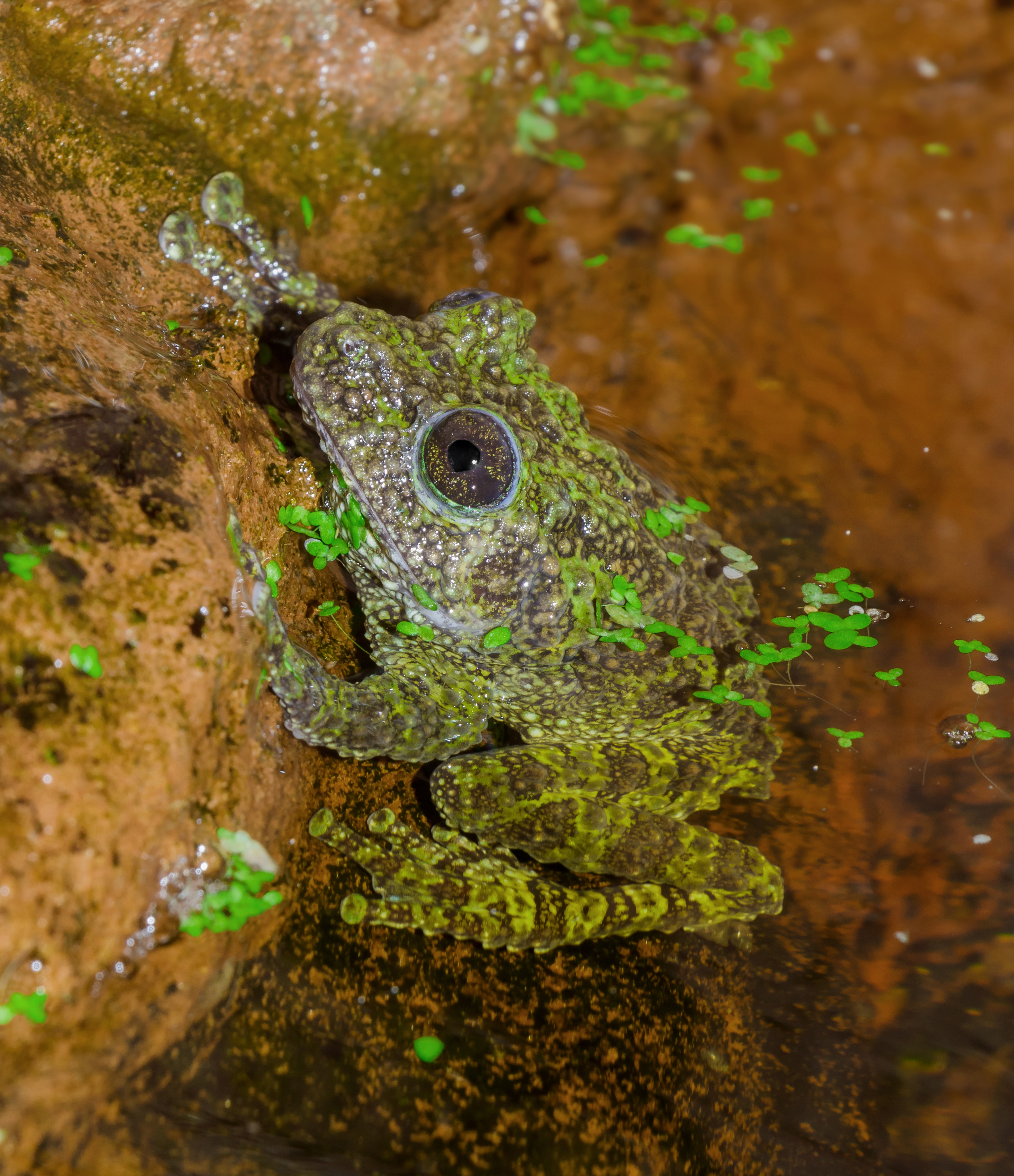
قورباغه خزه‌پوش